# Francisco Jordão
Pour les articles homonymes, voir Jordão.
Francisco Jordão, né le 30 décembre 1979, à Lisbonne, au Portugal, est un ancien joueur portugais de basket-ball. Il évolue durant sa carrière au poste de pivot.